# Pudahuel
Pudahuel ist eine Gemeinde der Región Metropolitana de Santiago mit 230.293 Einwohnern (2017). Sie ist eine der Gemeinden der Provinz Santiago. Der Flughafen Santiago de Chile befindet sich auf dem Gemeindegebiet.

## Geschichte
Die Gemeinde wurde am 25. Februar 1897 mit dem Namen Las Barrancas durch ein Dekret des Präsidenten Federico Errázuriz Echaurren gegründet. Sie entstand aus formellen Anträgen der Nachbarn der 13. Subdelegation Pudahuel der Gemeinde Maipú und der Nachbarn der 14. ländlichen Subdelegation Mapocho der Gemeinde Renca, motiviert durch die Abgelegenheit der kommunalen Dienste ihrer jeweiligen Gemeinden.

## Demografie
Laut der Volkszählung 2017 lebten in der Gemeinde Pudahuel 230.293 Personen. Davon waren 112.412 Männer und 117.881 Frauen, womit es einen leichten Frauenüberschuss gab.